# 飛浩隆
飛 浩隆（とび ひろたか、1960年 - ）は、日本のSF作家。島根県出身。島根県立松江南高等学校、島根大学卒業。日本SF作家クラブ会員。

## 略歴
1981年、大学在学中に「ポリフォニック・イリュージョン」で三省堂SFストーリーコンテスト入選。就職1年目から、石飛卓美が主宰するファングループ「山陰SF創作会」に参加。
1982年、『S-Fマガジン』誌上でデビュー作「ポリフォニック・イリュージョン」を発表。以降『S-Fマガジン』誌上で中短編10作品を発表する。
1992年の「デュオ」を最後に2002年まで作品の発表が途絶える。
2000年から2002年にかけて、既発表の全作品をまとめた『神魂別冊 飛浩隆作品集』（全3巻）がファンにより出版される（私家版）。2002年9月、〈廃園の天使〉シリーズ第1作の『グラン・ヴァカンス 廃園の天使I』がハヤカワSFシリーズ Jコレクションから刊行。
2005年7月、「象られた力」で第36回星雲賞日本短編部門を受賞。同年12月、中篇集『象られた力』で第26回日本SF大賞を受賞。2007年度から2009年度まで日本SF大賞選考委員となる。
2007年9月、『ラギッド・ガール 廃園の天使II』で第6回センス・オブ・ジェンダー賞大賞を受賞。
2010年8月、「自生の夢」で第41回星雲賞日本短編部門を受賞。
2015年8月、「海の指」で第46回星雲賞日本短篇部門を受賞。2016年度から2018年度まで、再び、日本SF大賞選考委員となる。
2018年4月、『自生の夢』で第38回日本SF大賞を、選考委員をつとめながら受賞。日本SF大賞は2度目の受賞となった。
2019年7月、『零號琴』で第50回星雲賞日本長編部門を受賞。

## 作品
共通のバックグラウンドを持って書かれている作品は次のとおり。
- 〈廃園の天使〉シリーズ
  - 長編3作と関連中短編で構成される予定。現在長編1（『グラン・ヴァカンス』）、中短編集1(5作収録)が出版されている。
- 「リットン&ステインズビー協会」が出てくるシリーズ
  - 『夜と泥の』
  - 『象られた力』

### 〈廃園の天使〉シリーズ
- グラン・ヴァカンス 廃園の天使I（早川書房 Jコレクション 2002年9月 ISBN 978-4-15-208443-9 / ハヤカワ文庫JA[注 2] 2006年9月 ISBN 978-4-15-030861-2）
- ラギッド・ガール 廃園の天使II（早川書房 Jコレクション 2006年10月 ISBN 978-4-15-208767-6 / ハヤカワ文庫JA 2010年2月 ISBN 978-4-15-030983-1）
  - 夏の硝視体（初出：『S-Fマガジン』2002年10月号）
  - ラギッド・ガール（初出：『S-Fマガジン』2004年2月号）
  - クローゼット（初出：『S-Fマガジン』2006年4月号）
  - 魔述師（書き下ろし）
  - 蜘蛛（ちちゅう）の王（初出：『S-Fマガジン』2002年11月号）
- 空の園丁 廃園の天使III（連載中）
  - 『S-Fマガジン』2005年4月号に第1章第1節が先行掲載
  - 『S-Fマガジン』2007年4月号に第二部冒頭が「蜜柑」として先行掲載
  - 『S-Fマガジン』2020年2月号より連載開始

### 零號琴
- 零號琴（早川書房 2018年10月 ISBN 978-4-15-209806-1 / ハヤカワ文庫JA 2021年8月 上：ISBN	978-4-15-031496-5 下：ISBN 978-4-15-031497-2）[注 3]
- 零號琴〔SFマガジン連載版〕（早川書房 電子書籍 2019年2月）[6]

### 中短篇集
- 象られた力[注 4] （ハヤカワ文庫JA 2004年9月 ISBN 978-4-15-030768-4）
  - デュオ
  - "呪界"のほとり
  - 夜と泥の
  - 象られた力
- 自生の夢（河出書房新社 2016年11月 ISBN 978-4-309-02521-6 / 河出文庫 2019年12月 ISBN 978-4-309-41725-7）
  - 海の指
  - 星窓 remixed version（初出：『SF Japan』2006 Spring）
  - #銀の匙
  - 曠野にて
  - 自生の夢
  - 野生の詩藻（旧題：La Poésie sauvage）
  - はるかな響き
- ポリフォニック・イリュージョン 初期作品＋批評集成（河出書房新社 2018年5月 ISBN 978-4-30-902669-5）
  - ポリフォニック・イリュージョン（初出：『S-Fマガジン』1982年1月号）
  - 異本：猿の手（初出：『S-Fマガジン』1983年9月号）
  - 地球の裔（初出：『S-Fマガジン』1983年11月号）
  - いとしのジェリイ（初出『S-Fマガジン』1984年6月号）
  - 夢みる檻（初出：『S-Fマガジン』1986年4月号）
  - 星窓（初出：『S-Fマガジン』1988年2月号）
- ポリフォニック・イリュージョン 飛浩隆初期作品集（河出文庫 2021年10月 ISBN 978-4-309-41846-9） - 『ポリフォニック・イリュージョン 初期作品＋批評集成』から小説作品を収録し、下記の超短編5編を追加収録。
  - 洋服（初出：スミダカズキ『OUT TO LAUNCH!』2016年11月）
  - 洋服（二）（初出：ウカイロ9『THE END IS THE BEGINNING IS THE END』2019年8月）
  - #金の匙（初出：青山ブックセンター本店イベント「2010年代のSFを語る」来場者特典 2020年2月23日）
  - おはようケンちゃん（初出：著者Twitter 2020年9月7日）
  - 食パンの悪魔（初出：『小説すばる』2021年1月号）

### アンソロジー収録作品
- "呪界"のほとり（『S-Fマガジン・セレクション 1985』 ハヤカワ文庫JA）
- 象られた力（『S-Fマガジン・セレクション 1988』 ハヤカワ文庫JA）
- はるかな響き Ein leiser Tone（初出：TORNADO BASE  answer songs 2008年6月20日 / 『サイエンス・イマジネーション 科学とSFの最前線、そして未来へ』NTT出版 2008年8月）
- 自生の夢（初出：『NOVA 1 書き下ろし日本SFコレクション』河出文庫 2009年12月 / 『THE FUTURE IS JAPANESE』ハヤカワSFシリーズ Jコレクション 2012年7月/ 『日本SF短篇50 5』ハヤカワ文庫JA 2013年10月）
- #銀の匙（『NOVA 8 書き下ろし日本SFコレクション』河出文庫 2012年7月）
- 曠野にて（『NOVA 8 書き下ろし日本SFコレクション』河出文庫 2012年7月）
- La Poésie sauvage（初出：『現代詩手帖』2015年5月号 思潮社 / 『アステロイド・ツリーの彼方へ 年刊日本SF傑作選』創元SF文庫 2016年6月）
- 海の指（初出：モーニング・アフタヌーン・イブニング合同Webコミックサイト モアイ 2014年10月14日[7] / 『ヴィジョンズ』講談社 2016年10月）
- 射線（『BLAME! THE ANTHOLOGY』ハヤカワ文庫JA 2017年5月）
- 洋服（『行き先は特異点 年刊日本SF傑作選』創元SF文庫 2017年7月）
- 流下の日（『NOVA 2019年春号』 河出文庫 2018年12月）
- ジュヴナイル（文学ムック「たべるのがおそい」vol.7 書肆侃侃房 2019年4月）
- 「方霊船」始末（初出：『S-Fマガジン』2018年4月号 / 『おうむの夢と操り人形 年刊日本SF傑作選』創元SF文庫 2019年8月）
- 鎭子（初出：『文藝』2019年夏季号 / 『ベストSF2020』竹書房文庫 2020年7月）
- 空の幽契（『ポストコロナのSF』ハヤカワ文庫JA 2021年4月）
- 緋愁（『kaze no tanbun 夕暮れの草の冠』柏書房 2021年6月）
- 第一四五九五期〈異常SF創作講座〉最終課題講評（『異常論文』ハヤカワ文庫JA 2021年10月）

### 書籍未収録作品
- 『零號琴』削除されたシーン（『S-Fマガジン』2018年12月号）
- サーペント（『S-Fマガジン』2019年4月号）
- 未の木（『群像』2020年1月号）
- 鹽津城（『文藝』2022年秋季号）
- WET GALA（『紙魚の手帖』vol.18 AUGUST 2024）

### 評論・エッセイ
- SFにさよならをいう方法 飛浩隆評論随筆集（河出文庫 2021年12月 ISBN 978-4-309-41856-8） - 『ポリフォニック・イリュージョン 初期作品＋批評集成』の評論・随筆パートを増補。

### 原案
- 木城ゆきと「霧界」（『イブニング』2014年22号 2014年10月28日発売 / モーニング・アフタヌーン・イブニング合同Webコミックサイト モアイ）